# Mormors katt
Mormors katt (älvdalsk originaltitel: Mumunes masse) är en barnbok från 1987 av läraren och författaren Rut ”Puck” Olsson med illustrationer av Hjalmar Larsson. Boken finns översatt till nästan 50 svenska dialekter. Boken och dess översättningar utgör således ett unikt dialektmaterial, dels eftersom många av dialekterna inte tidigare dokumenterats eller någonsin funnits i skriven form, dels eftersom det gör det möjligt att jämföra hur olika dialekter uttrycker samma innehåll. Det gör att boken och dess översättningar har använts som material för att jämföra dialekter i språkvetenskapliga sammanhang.

## Bakgrund
Rut ”Puck” Olsson (1931–2014), född Myrstener, kom ursprungligen från Järvsö i Hälsingland men flyttade fick en speciallärartjänst i Älvdalen och flyttade dit 1953. I klassen hon tilldelades talade barnen vid den här tiden helst älvdalska, och två förstod inte svenska över huvud taget. Två år senare gifte sig Olsson med älvdalingen Bil Sven Olsson, vars far inte ville tala svenska med henne. På så sätt kom hon att lära sig älvdalska flytande, närmare bestämt lidenmål.
1987 åkte hon på semester till Spanien och fick där idén att skriva en barnbok på älvdalska, något som aldrig tidigare hade gjorts. Redan veckan efter att boken hade släppts hörde sig människor av sig från grannsocknarna och ville översätta boken till sina respektive dialekter, vilket krävde att Olsson först gjorde en svensk översättning – endast översättarna från Mora kunde översätta direkt från älvdalskan. Sedan dess har den översatts till nästan 50 svenska dialekter. Därtill finns den även översatt till meänkieli.
Året därpå kom en uppföljare Mier um Masse (”Mer om katten”) som även den år 2004 hade översatts till nio dialekter.

## Översättningar

### Mormors katt
Följande översättningar av den första boken i serien har gjorts.
| Titel                     | Dialekt               | Område         | Landskap      | Översättare                                                  | Utgivningsår | Libris                  |
| ------------------------- | --------------------- | -------------- | ------------- | ------------------------------------------------------------ | ------------ | ----------------------- |
| Mumunes masse             | älvdalsmål (lidenmål) | Älvdalen       | Dalarna       | Rut ”Puck” Olsson (original)                                 | 1987         | Libris 698666           |
| Mårmårås Missa            | moramål               | Mora           | Dalarna       | Långlets Byalag                                              | 1987         | Libris 698681           |
| Momos Måssä               | orsamål               | Orsa           | Dalarna       | Ossmolslag                                                   | 1988         | Libris 802696           |
| Mommas Fräsen             | järvsömål             | Järvsö         | Hälsingland   | Rut ”Puck” Olsson                                            | 1988         | Libris 698668           |
| Kâtta in Mormor           | malungsmål            | Malung         | Dalarna       | Kjerstin Sjökvist                                            | 1989         | Libris 857535           |
| Kattkalln hännars mormora | skelleftemål          | Skellefteå     | Västerbotten  | André Östlund, Alf Myrstener                                 | 1990         | Libris 992148           |
| Kahtta hinnji mor         | västhärjedalska       |                | Härjedalen    | Gunnel Långström                                             | 1990         | Libris 992177           |
| Mommâs kâtt               | fryksdalsmål          | Frykdal        | Värmland      | Blanche Persson, Evald Persson                               | 1990         | Libris 1226241          |
| Momorâs kattâ             | rättviksmål           | Rättvik        | Dalarna       | SKS Studiecirkel i rättviksmål                               | 1991         | Libris 1287491          |
| Mårmårs Misse             | ydremål               | Ydre           | Östergötland  | Karin Johansson                                              | 1992         | Libris 1576372          |
| Mormos Missa              | leksandsmål           | Leksand        | Dalarna       | Studiecirkel i Leksandsmål                                   | 1992         | Libris 1576368          |
| Fresn at a Momma          | litsmål               | Lit            | Jämtland      | Inger Gustafsson                                             | 1992         | Libris 1539697          |
| Mormosch Fräss’n          | åselemål              | Åsele          | Lappland      | Göte Hällestrand, Irene Nilsson                              | 1993         | Libris 1782565          |
| Mormora Misse             | västgötska            |                | Västergötland | David Haldorson                                              | 1993         | Libris 7794874          |
| Mormoras katta            | grytnäsmål            | Grytnäs        | Dalarna       | Karin Sundberg                                               | 1994         | Libris 1943155          |
| Mårmårs Bånsn             | gutamål               |                | Gotland       | Gutamålscirkel på Sudret                                     | 1995         | Libris 2082812          |
| Mormoräs missä            | våmhusmål             | Våmhus         | Dalarna       | Bertil Ask                                                   | 1995         | Libris 2052287          |
| Momorôs kattâ             | bodamål               | Boda           | Dalarna       | Willard Dahl                                                 | 1995         | Libris 2331143          |
| Mormos Katta              | aspebodamål           | Aspeboda       | Dalarna       | Vuxenskolans dialektcirkel i Aspeboda                        | 1996         | Libris 2223321          |
| Mormorôs Katta            | bingsjömål            | Bingsjö        | Dalarna       | Bingsjögruppen                                               | 1996         |                         |
| Gammas Katthann           | gammalsvenskbymål     | Gammalsvenskby | Ukraina       | Föreningen Svenskbybornas studiecirkel                       | 1996         | Libris 2348339          |
| Mormosa katt              | träslövslägemål       | Träslövsläge   | Halland       | Elly Augustsson, Ester Augustsson                            | 1997         | Libris 2359458          |
| Mommas katt               | mangskogsmål          | Mangskog       | Värmland      | Anna-Lisa Andersson, Urban Andersson                         | 1997         | Libris 2359449          |
| Mommas (gamm)katta        | junselemål            | Junsele        | Ångermanland  | Nicke Sjödin                                                 | 1997         | Libris 2359455          |
| Mårmårs Kise              | österlenmål           | Österlen       | Skåne         | Gösta Vitestam                                               | 1998         | Libris 2698241          |
| Mormoras katta            | oremål                | Ore            | Dalarna       | SKS studiegrupp i Oremål                                     | 1998         | Libris 2502067          |
| Mommases Fresn            | färilamål             | Färila         | Hälsingland   | Hôver-gruppen                                                | 1998         | Libris 2698246          |
| Mormors Bånsen            | fårömål               | Fårö           | Gotland       | Studiecirkel i fåråiskå                                      | 1998         | Libris 2680049          |
| Mommas Fräsen             | forsamål              | Forsa          | Hälsingland   | Håkan Franck                                                 | 1999         | Libris 2851376          |
| Mormors katt              | tunamål               | Stora Tuna     | Dalarna       | Tunamålscirkeln                                              | 1999         | Libris 3076804          |
| Kattgôbben Mormoras       | umemål (sävarmål)     | Sävar          | Västerbotten  | Margit Wennstedt                                             | 2000         | Libris 3236540          |
| Missan Mormor             | sollerömål            | Sollerö        | Dalarna       | Bälter Kisti Tomth                                           | 2000         | Libris 19782437         |
| Mormors Pittê             | nåsmål                | Nås            | Dalarna       | Nall-Lasse Andersson                                         | 2000         | Libris 10659491         |
| Mårmorn kjaatt            | nederkalixmål         | Nederkalix     | Norrbotten    | Hedvig Andersson                                             | 2001         | Libris 9809904          |
| Mormorses pissekatt       | sotenäsmål            | Sotenäs        | Bohuslän      | Thomas Görling                                               | 2002         | Libris 9386203          |
| Mormors Katt              | svärdsjömål           | Svärdsjö       | Dalarna       | Svärdsjö hembygdsförenings cirklar                           | 2003         | Libris 9386179          |
| MåRsn fress               | överkalixmål          | Överkalix      | Norrbotten    | Gunborg Andersson, Nanna Drugge, Karin Karlsson, Rut Larsson | 2003         | Libris 9386214          |
| Katta hennars Mormora     | burträskmål           | Burträsk       | Västerbotten  | Birger Pettersson, Meta Andreasson, Ulla-Märta Nystedt       | 2003         | Libris 10075479         |
| Mormos katta              | envikenmål            | Enviken        | Dalarna       | Vuxenskolans dialektcirkel i Enviken                         | 2003         | Libris 9386191          |
| Mormoro käätt             | nederlulemål          | Nederluleå     | Norrbotten    | Leif Lundström                                               | 2003         |                         |
| Morrmos katt              | husbymål              | Husby          | Dalarna       | Husby SPF:s dialektcirkel                                    | 2004         | Libris 10075502         |
| O mommä a kâtta           | transtrandsmål        | Transtrand     | Dalarna       |                                                              | 2004         | Libris 10075489         |
| Mummun kissa              | meänkieli             | Tornedalen     | Norrbotten    | Teurajärvi intresseförening                                  | 2007         | Libris 10953346         |
| Kattkalln mormor          | venjansmål            | Venjan         | Dalarna       | Karin Wennberg, Påls Linnea Jonsson                          | 2008         | Libris 12479094         |
| Mormors kattâ             | gagnefsmål            | Gagnef         | Dalarna       | Gagnefs hembygdsförenings cirklar                            | 2013         | Libris bpn0bdcv814v7ltw |

### Mer om katten
Följande översättningar av uppföljaren Mier um Masse har gjorts.
| Titel                  | Dialekt                | Område     | Landskap     | Översättare                                                  | Utgivningsår | Libris          |
| ---------------------- | ---------------------- | ---------- | ------------ | ------------------------------------------------------------ | ------------ | --------------- |
| Mier um Masse          | älvdalsmål             | Älvdalen   | Dalarna      | Rut ”Puck” Olsson (original)                                 | 1987         | Libris 698688   |
| Mer om Fräsen          | järvsömål              | Järvsö     | Hälsingland  | Rut ”Puck” Olsson                                            | 1989         | Libris 886115   |
| Mer om Katta in Mormor | malungsmål             | Malung     | Dalarna      |                                                              | 1991         |                 |
| Mer um Mårmårås Missa  | moramål                | Mora       | Dalarna      | Mora Hembygdslag                                             | 1991         | Libris 19453145 |
| Mair om kattkalln      | skelleftemål           | Skellefteå | Västerbotten | André Östlund, Alf Myrstener                                 | 1991         | Libris 1313145  |
| Mer um Måssån          | orsamål (skattungsmål) | Orsa       | Dalarna      | Anna Björkqvist                                              | 1993         | Libris 1782557  |
| Mer om Fresn           | litsmål                | Lit        | Jämtland     | Inger Gustafsson                                             | 1993         | Libris 1782561  |
| Mer umm Missan Mormor  | sollerömål             | Sollerö    | Dalarna      |                                                              | 2003         |                 |
| Mer om Katten          | svärdsjömål            | Svärdsjö   | Dalarna      | Svärdsjö hembygdsförenings cirklar                           | 2005         | Libris 19916411 |
| Mair om MåRsn fress    | överkalixmål           | Överkalix  | Norrbotten   | Gunborg Andersson, Nanna Drugge, Karin Karlsson, Rut Larsson | 2007         | Libris 10658998 |